# 金帶蝴蝶魚
金帶蝴蝶魚，為輻鰭魚綱鱸形目蝴蝶魚科的其中一種。

## 分布
本魚分布於西太平洋區，包括澳洲、印尼、越南、新幾內亞等海域。

## 深度
水深1至40公尺。

## 特徵
本魚體呈圓形，吻鈍，前鰓蓋骨具細狀鋸齒。眼直徑是大於吻的長度。體側具有兩條藍邊緣的直條紋，其中第一條通過眼睛。身體密佈網狀的斑紋。背鰭與臀鰭的軟條部呈圓形，顏色為黃色。腹鰭長，為黃色，延伸到第二臀鰭鰭棘基底。尾鰭黑色具藍邊。稚魚外型類似成魚，具有腋窩的鱗片。背鰭硬棘11枚、背鰭軟條20至22枚；臀鰭硬棘3枚、臀鰭軟條17至18枚。體長可達12.5公分。

## 生態
本魚棲息於海岸的與岩礁內側，獨居或成對出現，肉食性。

## 經濟利用
可當作觀賞魚。